# محمد سنگاره
محمد سنگاره (زاده ۲۸ دسامبر ۱۹۹۸) یک فوتبالیست لیبریایی است که برای باشگاه آکرینگتون استنلی و در پست هافبک بازی می‌کند.

## زندگی شخصی
سنگاره در منروویا، لیبریا، متولد شد. او در سن ۱۴ سالگی به انگلستان مهاجرت کرد. سنگاره یک برادر کوچک از خودش بنام، فایسو داد که او بخشی از تیم زیر ۲۳ سال ولورهمپتون واندررز بود.

## حرفه باشگاهی
سنگاره دوران فوتبالی اش را در باشگاه‌های انگلستان همچون آکرینگتون استنلی و نیوکاسل یونایتد طی نموده‌است. او بعدها در ماه ژوئیه ۲۰۱۹ به تیم اصلی نیوکاسل یونایتد صعود می‌کند.
سنگاره در ماه اوت ۲۰۲۰ به شکل قرضی به آکرینگتون استنلی بازمی‌گردد. در ماه می ۲۰۲۲، از طرف باشگاه آکرینگتون استنلی اعلام شد که سنگاره در پایان قراردادش آزاد خواهد شد. بعدها در همان ماه اعلام شد که او با پایان قراردادش با نیوکاسل در روز ۱ ژوئیه به آکرینگتون استنلی بر می‌گردد.